# SK 슈퍼배드의 등장인물 목록
SK 슈퍼배드의 등장인물 목록이다.

## 🐾 슈퍼배드 마스코트 친구들
1. 보리스 (Boris)
  - 성별: 수컷
  - 종족: 곰
  - 출생: 부산광역시 기장군 동부산관광로 42
  - 성격: 겉으로는 무뚝뚝하지만, 다정하고 배려심이 깊습니다.
  - 특징: 위기 순간에도 침착하며, 불안해하는 친구를 따뜻하게 안아주는 것이 특기입니다.
  - MBTI: ISFJ (헌신적 수호자형)
2. 맥스 (Max)
  - 성별: 수컷
  - 종족: 두더지
  - 출생: 광주광역시 북구 우치로 677 (생용동)
  - 성격: 내성적이고 조용하지만, 성실하고 인내심이 강합니다.
  - 특징: 땅속 굴 정리나 나뭇잎 모으기를 좋아하며, 말이 적지만 깊은 진심이 담겨 있습니다.
  - MBTI: ISTP (실용적인 장인형)
3. 래티 (Rattie)
  - 성별: 암컷
  - 종족: 토끼
  - 출생: 대구광역시 달서구 두류공원로 200 (두류동)
  - 성격: 밝고 활기차며 호기심이 넘칩니다.
  - 특징: 빠르게 달리는 능력과 민첩한 움직임이 특기이며, 모두의 분위기 메이커 역할을 합니다.
  - MBTI: ENFP (열정적인 활동가형)
4. 퍼거스 (Fergus)
  - 성별: 수컷
  - 종족: 여우
  - 출생: 인천광역시 중구 월미문화로 81
  - 성격: 침착하고 논리적인 판단을 잘 내리는 전략가입니다.
  - 특징: 지도와 지형에 대한 이해도가 높고, 팀이 길을 잃었을 때 해결책을 제시하는 리더입니다.
  - MBTI: INTJ (용의주도한 전략가형)
5. 마커스, 머리, 몬티 (Marcus, Murray, Monty)
  - 성별: 수컷
  - 종족: 생쥐 삼형제
  - 출생: 마커스: 울산광역시 남구 화합로 185 / 머리: 부산광역시 기장군 기장읍 동부산관광3로 17 / 몬티: 울산광역시 남구 삼산로 288
  - 성격: 서로에게 의지하고 도우며, 환상의 호흡을 보여주는 단단한 형제들입니다.
  - 특징: 작고 귀엽지만 아주 기민하고 빠릅니다. 구조 작업이나 비밀 임무에 자주 투입됩니다.
  - MBTI: ESFP, ESTP, ISFP (각기 다른 성향으로 서로를 보완)
6. 꼬꼬댁 선생님 (Ms. Kokkodek)
  - 성별: 암컷
  - 종족: 닭
  - 출생: 서울특별시 송파구 올림픽로 240
  - 성격: 학생들에 대한 애정이 넘치는 다정다감하고 헌신적인 교육자입니다.
  - 특징: 약간 엉뚱한 말투와 행동으로 웃음을 유발하며, 때로는 노래나 춤으로 수업을 이끄는 창의적인 교사입니다.
  - MBTI: ENFJ (정의로운 사회운동가형)
7. 봉봉 (Bongbong)
  - 성별: 수컷
  - 종족: 금붕어
  - 출생: 경기도 고양시 일산서구 킨텍스로 217-6
  - 성격: 조용하고 평화로운 성격입니다.
  - 특징: 혼자 있는 시간을 즐기지만, 위기 순간에는 날카로운 통찰력으로 친구들을 도와줍니다.
  - MBTI: INTP (논리적인 사색가형)
8. 웹 선생님 (Ms. Web)
  - 성별: 암컷
  - 종족: 오리
  - 출생: 경기도 파주시 파주읍 연풍리 일대
  - 성격: 온화하고 인내심이 강한 교육자입니다.
  - 특징: 말을 아끼고, 질문을 통해 스스로 생각하게 만드는 교육 방식을 고수합니다.
  - MBTI: ISFJ (현실적인 수호자형)
9. 오리 사형제 (Duck Brothers)
  - 성별: 수컷
  - 종족: 오리
  - 출생: 첫째: 경상남도 창원시 성산구 원이대로 332 / 둘째: 경상남도 진주시 정촌면 화개천로 132-14 / 셋째: 경상남도 사천시 실안동 1265번지 / 막내: 경상남도 김해시 장유로 505
  - 성격: 유쾌하고 장난기가 많지만, 형제들 간의 끈끈한 정과 의리로 뭉쳐 있습니다.
  - 특징: 수영을 좋아하며, 물속 활동이나 수중 구조 임무에서 활약합니다.
  - MBTI: ESTP, ENTP, ESFP, ISTP (형제별로 성격 다양)
10. 개구리 삼형제 (Frog Triplets)
  - 성별: 수컷
  - 종족: 개구리
  - 출생: 첫째: 전라남도 여수시 좌수영로 49 / 둘째: 전라남도 목포시 양을로 180 / 막내: 전라남도 순천시 중앙로 208
  - 성격: 활달하고 에너지 넘치는 개구쟁이들입니다.
  - 특징: 물 위에서 점프하고, 연못 속 장애물 넘기 챌린지를 즐깁니다.
  - MBTI: ESFP, ENFP, ENTP
11. 토리 (Tory)
  - 성별: 수컷
  - 종족: 파란앵무새
  - 출생: 대전광역시 서구 만년로 80
  - 성격: 수다스럽고 유쾌하며, 유머 감각이 풍부합니다.
  - 특징: 다양한 나라의 말과 이야기를 아는 정보통입니다. 노래나 짧은 개그로 모두를 웃게 합니다.
  - MBTI: ENTP (재기발랄한 창의가형)

## 👧🧒 다국적 인간 친구들
1. 지안 (Jian)
  - 성별: 여자
  - 종족: 인간
  - 출생: 세종특별자치시 새롬중앙로 90
  - 성격: 조용하고 차분한 INFJ형으로, 내면의 신념이 뚜렷합니다.
  - 특징: 자연과 예술을 사랑하며, 풍경화 그리기를 즐깁니다. 친구들의 조언자 역할을 합니다.
  - MBTI: INFJ (선의의 옹호자형)
2. 에리 (Eri)
  - 성별: 여자
  - 종족: 인간
  - 출생: 일본 도쿄 미나토구 롯폰기 4-4-10
  - 입양: 충청남도 천안시 서북구 성성6로 21
  - 성격: 창의적이고 감성이 풍부한 이야기꾼입니다.
  - 특징: 종이접기, 스토리 만들기 등 예술적인 활동을 즐기며, 늘 새로운 아이디어를 떠올립니다.
  - MBTI: ENFP (재기발랄한 활동가형)
3. 진진 (Jinjin)
  - 성별: 남자
  - 종족: 인간
  - 출생: 중국 상하이시 장녕구 루비로 500호
  - 입양: 충청남도 아산시 탕정면 탕정면로 37 303동
  - 성격: 탐구심이 많고 발명과 기계를 좋아하는 호기심 천국입니다.
  - 특징: 작은 로봇이나 기계 부품을 조립하며, 기발한 해결책을 제시합니다.
  - MBTI: ENTP (논쟁을 즐기는 변론가형)
4. 토니 (Tony)
  - 성별: 남자
  - 종족: 인간
  - 출생: 영국 런던 BBC 뉴 브로드캐스팅 하우스
  - 입양: 충청남도 공주시 신관동 한적2길 51-14
  - 성격: 조용하고 사색적인 INFP형으로, 내면의 세계가 풍부합니다.
  - 특징: 미스터리 소설과 고전 문학을 즐겨 읽고, 퍼즐과 수수께끼 풀이에 재능이 있습니다.
  - MBTI: INFP (열정적인 중재자형)
5. 아렌 (Aren)
  - 성별: 남자
  - 종족: 인간
  - 출생: 독일 베를린 Chamissopl. 1
  - 입양: 충청북도 청주시 흥덕구 옥산면 오송가락로 1056
  - 성격: 논리적이고 계획적인 ISTJ형으로, 효율과 정확을 중시합니다.
  - 특징: 수학과 공학 분야에 뛰어난 재능을 보이며, 정리 정돈을 좋아합니다.
  - MBTI: ISTJ (청렴한 논리주의자형)
6. 스테이씨 (Stacy)
  - 성별: 여자
  - 종족: 인간
  - 출생: 캐나다 알버타 임프루브먼트 디스트릭트 No. 9
  - 입양: 충청북도 충주시 봉계1길 7
  - 성격: 현실적이고 책임감 있는 ESTJ형으로, 리더십이 강합니다.
  - 특징: 자연을 사랑하고 모험심이 강하지만, 항상 질서와 규칙을 중시합니다.
  - MBTI: ESTJ (엄격한 관리자형)
7. 린 (Linh)
  - 성별: 여자
  - 종족: 인간
  - 출생: 베트남 닌빈성 현대 탄콩 베트남 제조법인
  - 입양: 강원특별자치도 춘천시 후석로 325
  - 성격: 외향적이고 따뜻한 ESFP형으로, 언제나 인기 만점입니다.
  - 특징: 춤과 노래를 좋아하고, 파티의 중심에 서는 것을 즐깁니다.
  - MBTI: ESFP (자유로운 영혼의 연예인형)
8. 브라이언 (Brian)
  - 성별: 남자
  - 종족: 인간
  - 출생: 멕시코 누에보 레온 기아 블러바드 777호
  - 입양: 전북특별자치도 전주시 덕진구 세병로 175
  - 성격: 조용하지만 따뜻한 ISFJ형으로, 관찰력이 뛰어납니다.
  - 특징: 정글 탐험복을 입고 자연 속 탐험을 즐기며, 친구들을 배려하는 따뜻한 존재입니다.
  - MBTI: ISFJ (성실한 수호자형)
9. 케빈 (Kevin)
  - 성별: 남자
  - 종족: 인간
  - 출생: 미국 캘리포니아 어바인 피터스 캐니언 로드 111번지
  - 입양: 전북특별자치도 김제시 신풍동 70
  - 성격: 지적 호기심이 강하고 분석적 사고에 능한 INTP형입니다.
  - 특징: 백과사전 같은 지식을 가지고 있으며, 토론과 실험을 좋아합니다.
  - MBTI: INTP (논리적인 사색가형)
10. 모니카 (Monica)
  - 성별: 여자
  - 종족: 인간
  - 출생: 스페인 바야돌리드
  - 입양: 전북특별자치도 완주군 봉동읍 둔산1로 107
  - 성격: 열정적이고 타인을 이끄는 데 능한 ENFJ형입니다.
  - 특징: 곱슬머리와 활기찬 미소가 인상적이며, 팀 프로젝트에서 조율자 역할을 잘합니다.
  - MBTI: ENFJ (정의로운 사회운동가형)
11. 하나 (Hana)
  - 성별: 여자
  - 종족: 인간
  - 출생: 강원특별자치도 원주시 단구동 587-1
  - 성격: 긍정적이고 낙천적인 ENFP형입니다.
  - 특징: 친구들과의 놀이를 가장 좋아하며, 다양한 취미에 도전하는 것을 즐깁니다.
  - MBTI: ENFP (재기발랄한 활동가형)
12. 진우 (Jinwoo)
  - 성별: 남자
  - 종족: 인간
  - 출생: 강원특별자치도 강릉시 송정동 산103
  - 성격: 현실적이고 과감한 ISTP형으로, 행동 중심의 스타일입니다.
  - 특징: 밤하늘을 관찰하거나 높은 곳에 오르는 것을 좋아하며, 놀라운 직감을 지녔습니다.
  - MBTI: ISTP (만능 재주꾼형)

## 👧🧑‍🔬 새로운 합류 멤버들 (탐험 과학팀)
1. 꼼지 (Kkomji)
  - 성별: 남자
  - 종족: 인간
  - 출생: 제주특별자치도 제주시 신북로 454
  - 성격: 호기심 많은 ENFP형으로, 행동이 앞서는 개구쟁이입니다.
  - 특징: 자연과 공룡을 무척 좋아하며, 엉뚱한 질문이 창의적인 해답을 이끌어냅니다.
  - MBTI: ENFP (재기발랄한 활동가형)
2. 엄지 (Eomji)
  - 성별: 여자
  - 종족: 인간
  - 출생: 경상북도 경주시 보문로 544 (천군동)
  - 성격: 똑 부러지는 INTJ형으로, 체계적인 사고와 지적 호기심으로 무장했습니다.
  - 특징: 과학책을 끼고 다니는 것을 즐기며, 실험과 논리적 분석에 능숙합니다.
  - MBTI: INTJ (용의주도한 전략가형)
3. 장박사 (Dr. Jang)
  - 성별: 남자
  - 종족: 인간
  - 출생: 울산광역시 북구 염포로 700 (양정동)
  - 성격: 자상하면서도 유쾌한 ENTP형의 과학자입니다.
  - 특징: 공룡, 동물, 지구과학에 대한 박식한 지식을 가졌으며, 'Why호'를 개발했습니다.
  - MBTI: ENTP (논쟁을 즐기는 변론가형)
4. 임박사 (Dr. Im)
  - 성별: 남자
  - 종족: 인간
  - 출생: 대전광역시 서구 둔산대로 155
  - 성격: 차분하고 학구적인 ISTJ형으로, 신중한 박사입니다.
  - 특징: 인체와 인류학에 대한 깊은 지식을 가지고 있으며, 생명과학 전반을 담당합니다.
  - MBTI: ISTJ (청렴한 논리주의자형)
5. 곰박사 (Dr. Gom)
  - 성별: 남성
  - 종족: 반달가슴곰
  - 출생: 부산광역시 부산진구 가야대로 772
  - 성격: 진중하고 따뜻한 ISFJ형으로, 자연과 생명을 아끼는 생태 보호자입니다.
  - 특징: 특별한 진화를 통해 인간처럼 말하고 생각할 수 있으며, 환경 문제의 심각성을 알립니다.
  - MBTI: ISFJ (성실한 수호자형)
6. 잼쿵 (Jamkoong)
  - 성별: 여성
  - 종족: AI 로봇
  - 출생: 부산광역시 부산진구 동천로 4, 6층 (지오플레이스)
  - 성격: 다정하고 스마트한 INTP형으로, 끝없는 데이터를 기반으로 호기심을 지원합니다.
  - 특징: 장박사가 개발한 우주 탐사용 AI 로봇으로, 귀엽고 유머러스합니다.
  - MBTI: INTP (논리적인 사색가형)

## 새로운 요원
1. 로티 (Lotty)
  - 성별: 수컷
  - 종족: 너구리
  - 출생: 서울특별시 송파구 올림픽로 240
  - 성격: 모험심이 강하고 사교적인 ENFP형입니다.
  - 특징: 롯데월드를 대표하는 캐릭터로, 민첩하고 재치가 있습니다.
  - MBTI: ENFP
2. 로리 (Lorry)
  - 성별: 암컷
  - 종족: 너구리
  - 출생: 서울특별시 송파구 올림픽로 240
  - 성격: 활발하고 리더십이 강한 ENTJ형입니다.
  - 특징: 퍼레이드와 댄스를 사랑하며, 팀의 중심 역할을 맡습니다.
  - MBTI: ENTJ
3. 모리스 (Maurice)
  - 성별: 수컷
  - 종족: 멧돼지
  - 출생: 서울특별시 중구 퇴계로 123
  - 성격: 온화하고 여유로운 ISFP형의 셰프입니다.
  - 특징: 다양한 요리에 관심이 많고, 음식을 통해 친구들을 행복하게 합니다.
  - MBTI: ISFP
4. 샤론캣 (Sharon Cat)
  - 성별: 암컷
  - 종족: 고양이
  - 출생: 서울특별시 강남구 테헤란로 333
  - 성격: 도도하고 자기관리 철저한 ISTJ형의 스타 캐릭터입니다.
  - 특징: 카메라 앞에서 완벽한 매력을 보여주며, 깔끔하고 철저한 계획형 성격입니다.
  - MBTI: ISTJ
5. 리차드독 (Richard Dog)
  - 성별: 수컷
  - 종족: 사냥개
  - 출생: 서울특별시 용산구 이태원로 45
  - 성격: 내성적이지만 로맨틱한 INFP형의 마술사입니다.
  - 특징: 무대에서 다양한 마술과 환상을 선보이며, 섬세하고 상상력이 풍부합니다.
  - MBTI: INFP
6. 캔디코 (Candyko)
  - 성별: 수컷
  - 종족: 코알라
  - 출생: 부산광역시 해운대구 해운대로 570
  - 성격: 승부욕이 강한 ENTP형이지만, 게으름도 많습니다.
  - 특징: 흥미가 생기면 누구보다 열정적으로 변하며, 도전을 좋아합니다.
  - MBTI: ENTP
7. 화이트 베어 (White Bear)
  - 성별: 수컷
  - 종족: 북극곰
  - 출생: 강원특별자치도 속초시 중앙로 102
  - 성격: 느긋하고 온화한 ISFJ형이며, 아이스크림을 무척 좋아합니다.
  - 특징: 무언가를 강요하지 않고, 조용히 곁에서 친구들을 도와주는 스타일입니다.
  - MBTI: ISFJ
8. 노랑이 (Tweeter)
  - 성별: 수컷
  - 종족: 강아지
  - 출생: 제주특별자치도 제주시 중앙로 86
  - 성격: 익살맞고 활발한 ESFP형으로, 허풍이 심하지만 미워할 수 없습니다.
  - 특징: 탐험을 좋아하며, 과장된 이야기로 친구들을 즐겁게 합니다.
  - MBTI: ESFP
9. 주홍이 (Tovely)
  - 성별: 암컷
  - 종족: 강아지
  - 출생: 충청북도 제천시 내토로 55
  - 성격: 조용하고 문학적인 ISFP형으로, 수줍음이 많습니다.
  - 특징: 그림책과 시를 좋아하며, 따뜻한 감성을 지녔습니다.
  - MBTI: ISFP
10. 초록이 (Twuddle)
  - 성별: 수컷
  - 종족: 강아지
  - 출생: 경기도 수원시 장안구 율전로 48
  - 성격: 고집이 세고 창의력이 강한 INTP형입니다. 다소 심술궂은 면도 있습니다.
  - 특징: 번뜩이는 아이디어가 많아 친구들을 놀라게 하며, 말은 툭툭 내뱉지만 속정은 깊습니다.
  - MBTI: INTP
11. 분홍이 (Toxy)
  - 성별: 암컷
  - 종족: 강아지
  - 출생: 경기도 고양시 일산동구 장항로 123
  - 성격: 감정 기복이 있고, 질투심이 많지만 매력적인 ENFJ형입니다.
  - 특징: 가수 지망생으로 주목받는 것을 좋아하며, 자기 표현이 강합니다.
  - MBTI: ENFJ
12. 파랑이 (Twig)
  - 성별: 수컷
  - 종족: 강아지
  - 출생: 충청북도 청주시 서원구 충대로 1
  - 성격: 조용하고 독창적인 INTP형으로, 과학적 사고력이 뛰어납니다.
  - 특징: 다양한 기계와 발명품을 연구하며, 자기만의 세계가 분명합니다.
  - MBTI: INTP
13. 파파보라 (Papa Twunk)
  - 성별: 수컷
  - 종족: 강아지
  - 출생: 전라북도 남원시 광한루로 144
  - 성격: 지혜롭지만 산만한 INFP형으로, 때로는 현실과 전설을 혼동합니다.
  - 특징: 트리블족의 족장으로 오래된 전설과 이야기를 전해주는 어른입니다.
  - MBTI: INFP
14. 덩키디거 (Donkey Digger)
  - 성별: 수컷
  - 종족: 당나귀
  - 출생: 경상북도 포항시 남구 해동로 12
  - 성격: 수줍고 겁이 많지만 마음씨 고운 ISFP형입니다.
  - 특징: 과거의 상처를 극복하려 노력하며, 친구들과의 교감을 소중히 여깁니다.
  - MBTI: ISFP

## 조역
1. 청상아리 (캡틴상어)
  - 성별: 수컷
  - 종족: 청상아리
  - 출생: 심해 해역
  - 성격: 호전적이고 위풍당당한 중간 보스입니다.
  - 특징: 선글라스를 쓴 해적 복장을 하고, 다른 상어들을 이끕니다.
  - MBTI: ESTJ
2. 백상아리
  - 성별: 수컷
  - 종족: 백상아리
  - 출생: 북태평양 깊은 바다
  - 성격: 조용하지만 위협적인 분위기를 풍기는 행동파입니다.
  - 특징: 전투 능력이 뛰어나며 냉정하고 계산적입니다.
  - MBTI: ISTP
3. 귀상어
  - 성별: 수컷
  - 종족: 귀상어
  - 출생: 남태평양
  - 성격: 특이한 생김새만큼 독특한 사고방식을 가졌습니다.
  - 특징: 탁월한 주변 시야로 다가오는 위협을 미리 감지합니다.
  - MBTI: INTP
4. 톱상어
  - 성별: 수컷
  - 종족: 톱상어
  - 출생: 필리핀 근해
  - 성격: 직선적이고 다혈질적이며, 자신감이 넘칩니다.
  - 특징: 입 주변의 커다란 톱으로 적을 위협할 수 있습니다.
  - MBTI: ESTP
5. 레몬상어
  - 성별: 수컷
  - 종족: 레몬상어
  - 출생: 열대 바다
  - 성격: 엉뚱하고 장난기가 많으며 밝은 성격입니다.
  - 특징: 노란빛 몸으로 눈에 잘 띄며, 다소 허당미가 있습니다.
  - MBTI: ENFP
6. 뱀상어
  - 성별: 수컷
  - 종족: 뱀상어
  - 출생: 심해
  - 성격: 음침하고 은밀한 행동을 선호합니다.
  - 특징: 유연한 몸을 이용해 빠르게 움직이며, 어둠 속에 숨는 데 능합니다.
  - MBTI: ISTJ
7. 모래뱀상어
  - 성별: 수컷
  - 종족: 모래뱀상어
  - 출생: 해안가 바닥
  - 성격: 조용하지만 성격이 급하고 짜증을 자주 냅니다.
  - 특징: 모래 속에 몸을 숨기고 기습 공격을 하는 것이 특기입니다.
  - MBTI: ISFP
8. 파파보라의 형
  - 성별: 수컷
  - 종족: 강아지
  - 출생: 보라색 산맥의 동굴
  - 입양: 경상북도 안동시 중들4길 11-7
  - 성격: 예언자 같은 신비한 분위기와 연륜을 지녔습니다.
  - 특징: 마법 능력을 지닌 인물로, 전설을 많이 알고 지팡이를 사용합니다.
  - MBTI: INFJ
9. 파파보라의 형의 벽시계
  - 성별: 남성
  - 종족: 의인화된 물건
  - 출생: 파파보라의 형의 방
  - 입양: 경상북도 안동시 중들4길 11-7
  - 성격: 말없이 조용하지만 존재감이 큰 신비한 분위기입니다.
  - 특징: 마법의 시간 이동 장치로, 중요한 힌트를 전하기도 합니다.
  - MBTI: -
10. 엠빅
  - 성별: 수컷
  - 종족: 텔레비전
  - 출생: 외계 탐사선 엠빅호
  - 입양: 경기도 남양주시 지금동 490-2
  - 성격: 호기심 많고 활동적이며 상상력이 풍부한 장난꾸러기입니다.
  - 특징: 지루함을 못 참아 다크 엠빅으로 변하기도 합니다.
  - MBTI: ENFP
11. 휴
  - 성별: 수컷
  - 종족: 텔레비전
  - 출생: 행성 휴로
  - 입양: 경기도 의정부시 호암로 230
  - 성격: 말이 없고 묵묵히 행동하는 스타일입니다.
  - 특징: 큰 덩치에 어울리지 않게 꽃과 나비를 사랑합니다.
  - MBTI: ISFJ
12. 캡
  - 성별: 수컷
  - 종족: 텔레비전 강아지
  - 출생: 별자리계
  - 입양: 경상북도 영주시 대학로 243
  - 성격: 지혜와 유머가 섞인 맏형 같은 존재입니다.
  - 특징: 몸은 작지만 모두에게 조언을 해주는 역할을 합니다.
  - MBTI: INTP
13. 다크 엠빅
  - 성별: 수컷
  - 종족: 텔레비전
  - 출생: 엠빅 내면의 어둠
  - 입양: 경기도 남양주시 지금동 490-2
  - 성격: 자기중심적이고 모든 것을 통제하려는 성향이 있습니다.
  - 특징: 엠빅이 지루할 때 나타나는 이중인격입니다.
  - MBTI: ENTJ
14. 빅 엠빅
  - 성별: 수컷
  - 종족: 고래로봇
  - 출생: 우주 바다
  - 입양: 부산광역시 해운대구 중제1동 해운대해변로 264
  - 성격: 말없이 조용하며, 감정 표현은 울음소리로만 전달합니다.
  - 특징: 말 대신 소리로 소통하는 고래형 캐릭터입니다.
  - MBTI: INFP
15. 코뿔소 해적단 두목
  - 성별: 수컷
  - 종족: 코뿔소
  - 출생: 무법 해협
  - 성격: 엉뚱하고 예측 불가능한 성격입니다.
  - 특징: 해적선 대신 롤러코스터 같은 배를 타고 다닙니다.
  - MBTI: ENTP
16. 코뿔소 해적 신하
  - 성별: 수컷
  - 종족: 코뿔소
  - 출생: 무법 해협
  - 성격: 충직하고 순진한 성격입니다.
  - 특징: 둔해 보이지만 해적단의 실질적인 일을 도맡아 처리합니다.
  - MBTI: ISFJ
17. 태디 & 메리
  - 성별: 남성
  - 종족: 곰인형 (인형)
  - 출생: 로리의 작업실
  - 성격: 조용하고 무표정이지만 친구들에게 위로가 되어주는 존재입니다.
  - 특징: 맥스의 애착인형으로, 종종 살아 움직이는 듯한 연출이 있습니다.
  - MBTI: -
18. 꼬냐
  - 성별: 수컷
  - 종족: 닭고양이
  - 출생: 꿈속 세계
  - 성격: 과거 저주로 괴물이 되었지만, 지금은 다정하고 수줍은 성격입니다.
  - 특징: 커다란 괴물형 외모와는 다르게 아이들을 지키는 착한 존재입니다.
  - MBTI: INFP
19. 티라노
  - 성별: 수컷
  - 종족: 티라노사우르스
  - 출생: 고대의 정글
  - 성격: 순하지만 겉모습은 무섭고, 음식에 대한 집착이 있습니다.
  - 특징: 매운 음식을 좋아하며, 나뭇잎 월계관을 쓰고 있습니다.
  - MBTI: ISFP
20. 별나무
  - 성별: 수컷
  - 종족: 나무
  - 출생: 별빛 숲 속 중심부
  - 성격: 침착하고 점잖은 현자이며, 가끔은 유머 감각도 있습니다.
  - 특징: 마법의 힘을 지닌 고목으로, 말도 하며 약초 재료를 내어줍니다.
  - MBTI: INFJ
21. 돌들
  - 성별: 무성
  - 종족: 의인화된 존재
  - 출생: 별나무 근처 황무지
  - 성격: 정체불명이며, 눈으로만 감정을 표현하고 예민합니다.
  - 특징: 앉거나 건드리면 추격을 시작하는 무표정한 돌 무리입니다.
  - MBTI: -
22. 두 개의 머리를 가진 용
  - 성별: 수컷
  - 종족: 용
  - 출생: 동화 세계
  - 성격: 겉은 무섭지만 속은 친절하고 자비롭습니다.
  - 특징: 생쥐 삼형제를 절벽에서 안전하게 구해주는 등 친구들에게 도움을 줍니다.
  - MBTI: INFJ
23. 파란 세눈박이 괴물
  - 성별: 수컷
  - 종족: 괴물
  - 출생: 외계행성 세눈
  - 성격: 엉뚱하고 변덕스러운 성격입니다.
  - 특징: 파란 몸과 세 개의 눈을 가진 괴물로, 상황에 따라 태도가 크게 달라집니다.
  - MBTI: ENTP